# Драконовые ковры
«Драконовые ковры» — группа кавказских ковров.
Эта группа ковров, является наиболее большой и обсуждаемой среди ранних кавказских ковров.

## Описание

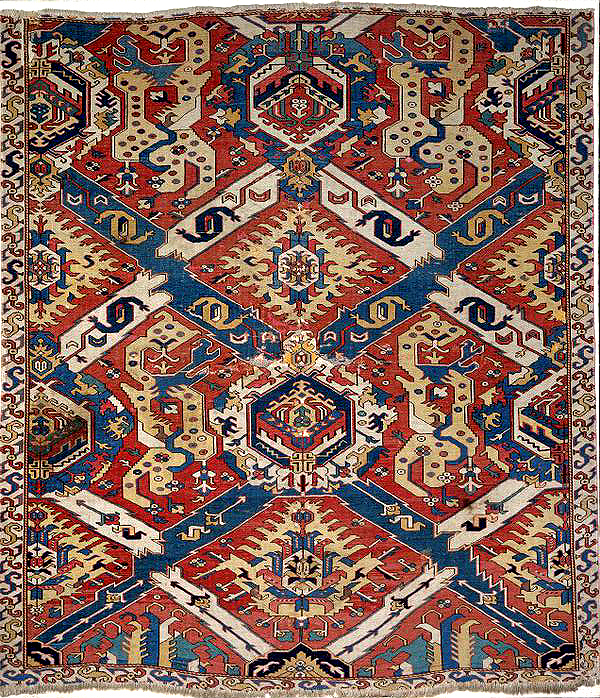
Азербайджан, 1600—1799 г. Музей Виктории и Альберта

Основное поле «драконового ковра» красного, иногда синего или коричневого цвета, покрытое зубчатыми листьями, пересечения которых перекрываются большими пальметтами. В образованных отсеках изображаются драконы, от которых и получили своё название ковры. Драконы имеют вертикальную «S»-образную форму. В более поздние ковры включены такие представители фауны как львы, сражающиеся с головой дракона, а также утки и фазаны. К XIX веку драконы исчезают или заменяются цветочными мотивами. Понять смысл изображения довольно трудно, поскольку первоначальная модель, в процессе адаптации, была сильно стилизована и упрощена.

## История
Дракон и феникс, с ранних времён олицетворявшие символ мощи китайского императора и императрицы, позже становятся официальным гербом правителей династии Мин. Наряду с другими, феникс и дракон являются примерами мотивов впервые появившихся в Персии во время монгольского нашествия и ставших частью коврового искусства XV века. Феникс стал здесь ассоциироваться с Симургом, а дракон рассматривался как символ зла.
В течение «золотого века», после того как к власти пришли Сефевиды, были созданы ковровые мануфактуры в Тебризе, Исфагане, Кашане, где производились великолепные подарки шаха правителям иностранных государств, а также ковры для мечетей и дворцов. Хотя животные мотивы «драконовых ковров» имеют китайской происхождение, сами ковры берут начало с эпохи Сефевидов. Эти ковры являлись самыми известными изделиями Закавказья, которое находилось под сильным влиянием ковроткачества Кермана, но при этом здесь использовалась другая техника исполнения. S-образные узоры, символизизирующие драконов встречаются на азербайджанских коврах Гянджа-Казахской группы. «Драконовые ковры» относятся и к наиболее ранним примерам Кубинских ковров, с изображением таких китайских мифических животных как драконы, огненные львы и другие.
Также одним из видов «дроаконовых ковров» является армянский вишапагорг (арм. Վիշապագորգ), получивший свое распространение в большей степени в Арцахе (Карабахе) и Шемахе (до событий 1988 —1990 гг). Армянский ковер-дракон был одним из самых популярных стилей ковров на Кавказе и важным представителем армянского культурного наследия.
К настоящему времени опубликовано около 100 ковров и фрагментов, имеющих композицию с драконами, ставшую традиционной.